# Xylotrupes florensis
Xylotrupes florensis es una especie de escarabajo rinoceronte del género Xylotrupes, familia Scarabaeidae. Fue descrita científicamente por Lansberge en 1879.
Se distribuye por la isla de Flores, Indonesia. Mide aproximadamente 52 milímetros de longitud, aunque se han registrado ejemplares de hasta 72,5 milímetros.